# カルドゥン・ラ
座標: 北緯34度16分42秒 東経77度36分15秒 / 北緯34.27833度 東経77.60417度

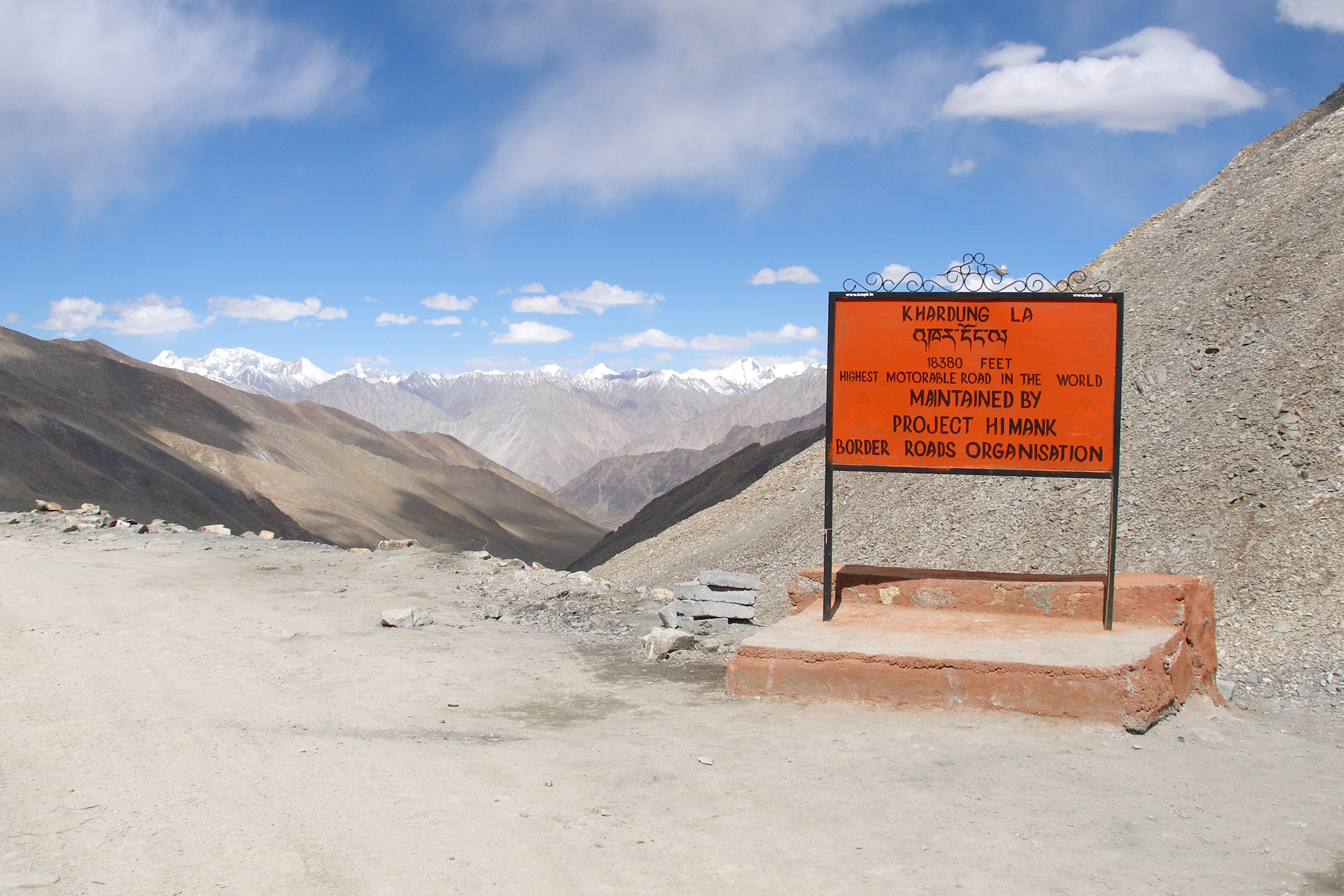
カルドゥン・ラ

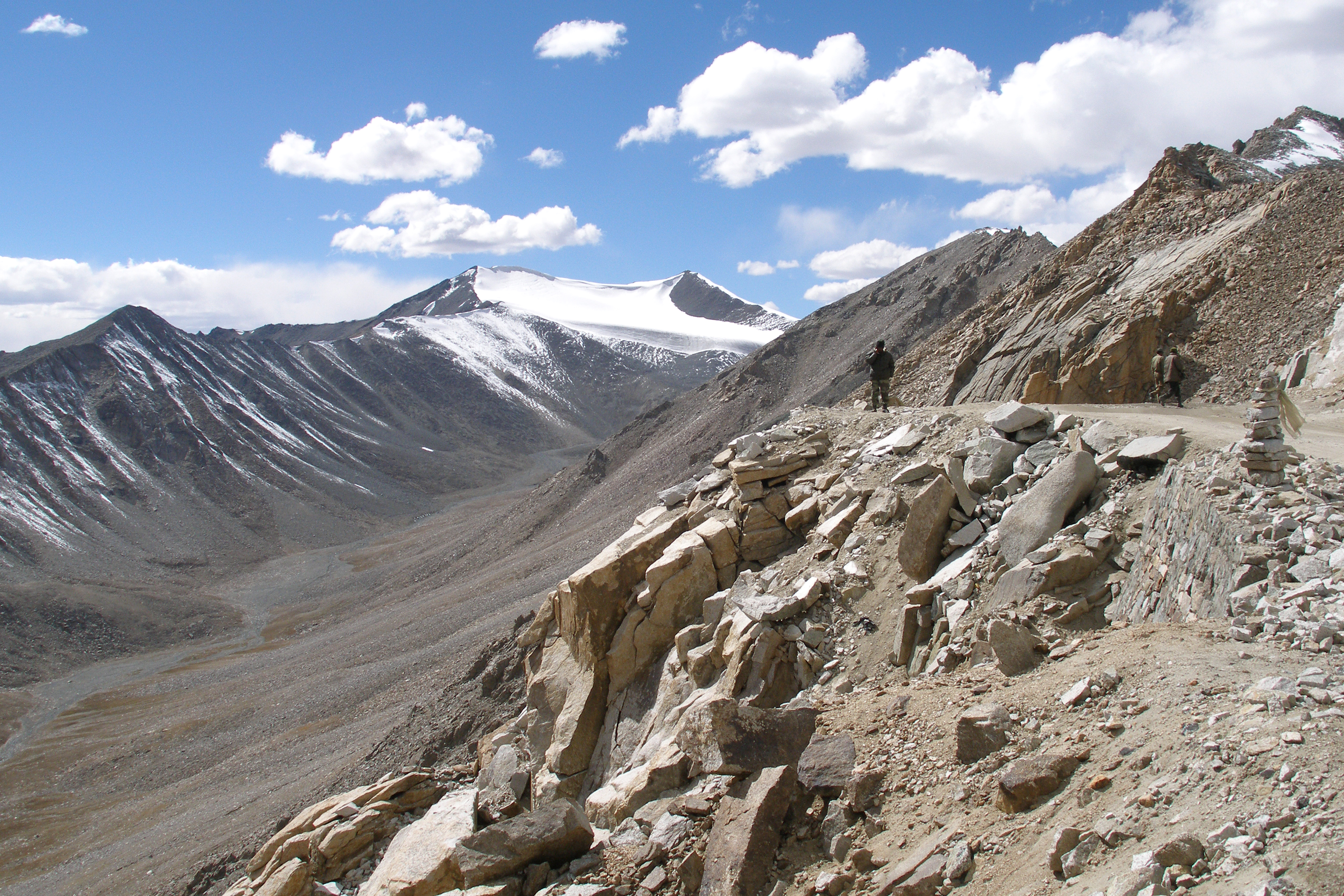
カルドゥン・ラ

カルドゥン・ラ（Khardung La, カルドン・ラ, ラはチベット語で「峠」の意味。海抜5359m）は、インドのラダック連邦直轄地にある峠である。国際的にはKhardung Laという綴りで記述されるが、地元ではKhardong Laという綴りが用いられている。
レーの北部にあるラダック山脈を越えるこの峠は、シャヨク川流域やヌブラ谷への入口である。峠を越えた先にはシアチェン氷河がある。峠は1976年に開通し、1988年には自動車での通過が可能となった。これ以降、自動車やオートバイ、マウンテンバイクなどで訪れる旅行者が数多く見られるようになった。この峠はインド軍により整備されており、シアチェン地方に生活必需品を運ぶために使われるため戦略的にも重要な峠である。カルドゥン・ラは、レーと中国西部の都市カシュガルとを結ぶ主要な交易路の途中に位置しており、歴史的にも重要な峠である。かつては一年に一万頭もの馬やラクダが峠を越えており、現在でも峠の北部にわずかに生息しているフタコブラクダが往時の賑わいを現在に伝えている。第二次世界大戦中には、このルートを通じて中国に物資を供給する動きもあった。
カルドゥン・ラは、レーから道路に沿って37kmの地点に位置している。チェックポイントであるサウス・プリュ（South Pullu）までの最初の24kmは舗装路であり、そこから峠を越えた先にあるチェックポイント、ノース・プリュ（North Pullu）までの約15kmは浮石のある未舗装路であり、時おり雪解け水の流れる小川を越える。しかしこの峠は、周囲にある他の峠（タグラン・ラ）などよりもよく修繕されている。ノース・プリュからヌブラ谷までの道路は（まれに起きる路面流出や落石の場所を除いて）非常によくメンテナンスされている。ヌブラ谷へ旅行するには通常、タクシー（二輪または四輪駆動）、トラックまたはオートバイで移動する。ただし旅行には特別な許可書が必要となる場合がある。

## 高度
前記の「海抜5359m」はある調査チームによる最新のGPSを使った計測結果である。この結果は、NASAスペースシャトルによるレーダー調査SRTMの値や、ロシアの地形図の値とも正確に一致している。また別の複数の旅行者がGPSを用いて計測した結果や、ボニントンの記事（英語）の内容とも一致している。
峠には5602m（18380フィート）という標高が表記されているが、この標高は記録を破る目的で水増しされた値であると地元の人々が主張していると、いくつかの情報が伝えている。ギネスブックやナショナルジオグラフィックは、標高をさらに高い5682m（18640フィート）としているがその根拠は一つもなく、5602mという標高を誤って伝えたことに基づく値である可能性がある。

## 自動車が通過可能な世界一標高の高い峠か？
カルドゥン・ラは自動車が通過可能な世界一標高の高い峠であると広く、かつ誤って信じられている。これよりもさらに標高の高い峠としては、ラサの西にあるスゲ・ラ（Suge La, 5430m）と、中央チベットRakaとCoqenの間にあるセモ・ラ（Semo La, 5565m）がある。これらの標高は GPS や SRTM による測定結果に基づいており、セモ・ラについてはスペイン・カタルーニャの調査隊によっても測定され、カタルーニャ地図学研究所によっても支持されている。カルドゥン・ラの北東、チャン・チェンモ（Changchenmo）にあるマーシミク・ラ（Marsimik La）の高度は 5582mあり、車両が通過したことがあるが、この峠が乗用車が通過可能という意味で車が通過可能な峠であるかどうかについては異論がある。その他にもチベットにはさらに標高の高い自動車が通過可能な峠が存在する可能性があるが、情報が少なく立入が制限されているため、検証ができない状況が続いている。

## カルドゥン・ラへの移動
最も近い町はラダックの中心都市であるレーである。レーはマナリ、シュリーナガルと道路でつながっており、デリーから毎日定期便の飛行機がある。レーからはカルドゥン・ラを越えてヌブラ谷へいくバスが毎日ある。カルドゥン・ラに行くにはタクシーまたはバイクが理想的である。カルドゥン・ラの南北に、ノース・プリュ、サウス・プリュの2つのチェックポイントがある。車両の通過は午前9時～午後1時はレー→カルドゥン・ラ、午後1時～午後5時はヌブラ→カルドゥン・ラ→レーの時間制一方通行となる。場合によっては一日一方向、翌日は逆方向の一方通行となることがある。
カルドゥン・ラへ行くにはインナーライン・パーミット（Inner Line Permit; ILP）と呼ばれる許可書が必要である。許可書はレーの旅行会社で入手可能である。チェックポイントで許可書を渡す必要があるため、許可書のコピーを複数用意しておく必要がある。